# Spodiopogon lacei
Spodiopogon lacei är en gräsart som beskrevs av Hole. Spodiopogon lacei ingår i släktet Spodiopogon och familjen gräs. Inga underarter finns listade i Catalogue of Life.